# Orde van Tomáš Garrigue Masaryk

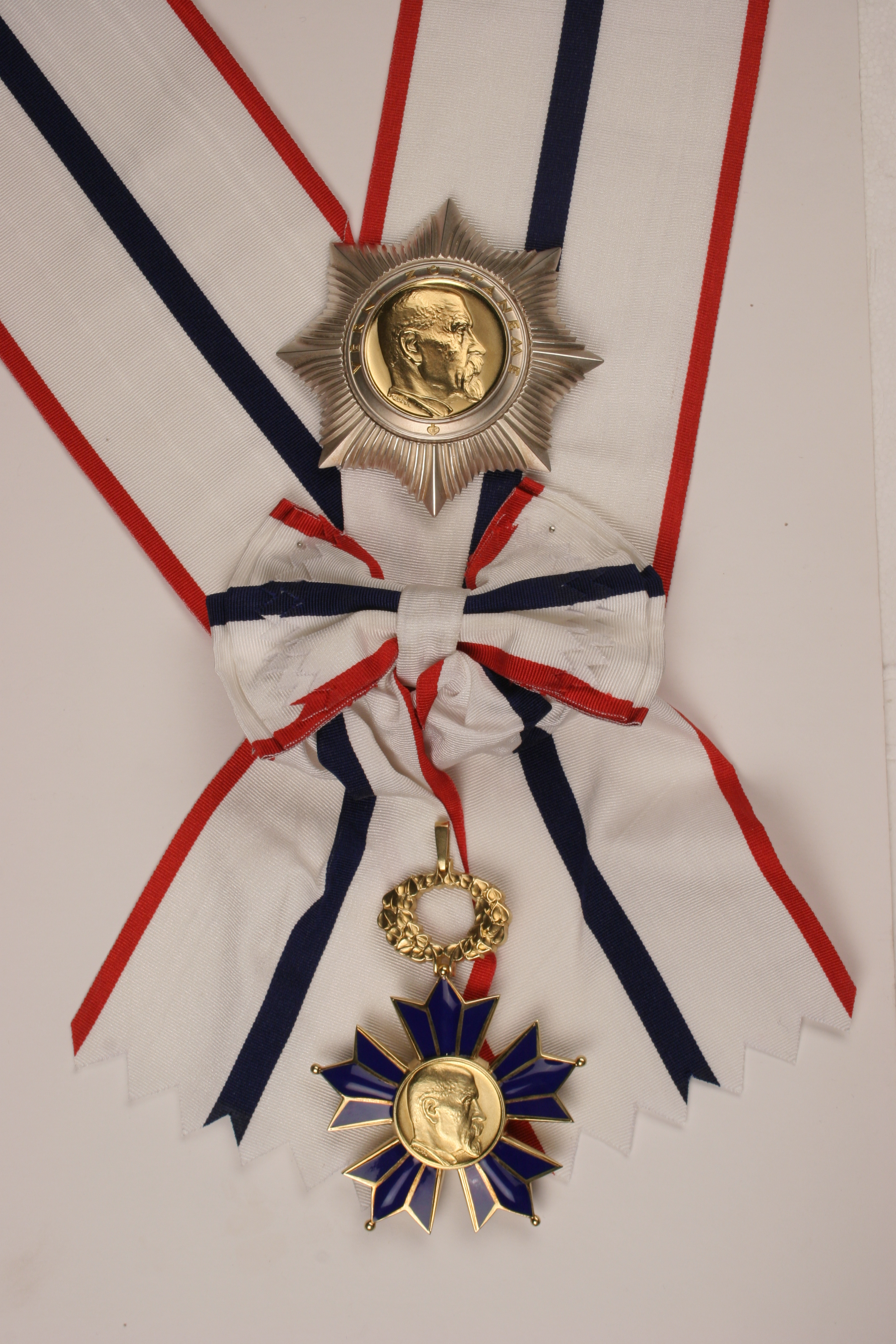
Masarykův řád (Orde van Masaryk)

De Orde van Tomáš Garrigue Masaryk (Tsjechisch: Řád Tomáše Garrigua Masaryka) is een ridderorde die wordt uitgereikt in Tsjechië en het voormalige Tsjecho-Slowakije. De orde is voor het eerst uitgereikt in 1990 na de Fluwelen Revolutie en is ook na de opbreking van Tsjecho-Slowakije gecontinueerd. De Tsjechische president reikt de prijs uit aan individuen die een buitengewone bijdrage hebben geleverd aan de democratie, mensenrechten of de mensheid. In tegenstelling tot het verleden wordt de prijs uitgereikt aan zowel Tsjechen als buitenlanders. De orde kent vijf gradaties: grootkruis, grootofficier, commandeur, officier, en ridder. De orde is vernoemd naar de eerste Tsjecho-Slowaakse president Tomáš Masaryk, een voorvechter van de Tsjecho-Slowaakse onafhankelijkheid.

## Batons
| Orde van Tomáš Garrigue Masaryk-batons | Orde van Tomáš Garrigue Masaryk-batons | Orde van Tomáš Garrigue Masaryk-batons | Orde van Tomáš Garrigue Masaryk-batons | Orde van Tomáš Garrigue Masaryk-batons |
|                                        | ČSFR (1990–1992)                       | Tsjechië (since 1994)                  |                                        |                                        |
| -------------------------------------- | -------------------------------------- | -------------------------------------- | -------------------------------------- | -------------------------------------- |
| I. Klasse                              |                                        |                                        | Grootkruis                             |                                        |
| II. Klasse                             |                                        |                                        | Grootofficier                          |                                        |
| III. Klasse                            |                                        |                                        | Commandeur                             |                                        |
| IV. Klasse                             |                                        |                                        | Officier                               |                                        |
| V. Klasse                              |                                        |                                        | Ridder                                 |                                        |

## Gedecoreerden

### Tsjecho-Slowakije

#### 1991
- Josef Beran, in memoriam, klasse I
- Josef Čapek, in memoriam, klasse I
- Václav Černý, in memoriam, klasse I
- Rudolf Firkušný, klasse I
- Milan Hodža, in memoriam, klasse I
- Milada Horáková, in memoriam, klasse I
- Janko Jesenský, in memoriam, klasse I
- Dušan rkovič, in memoriam, klasse I
- Záviš Kalandra, in memoriam, klasse I
- Rafael Kubelík, klasse I
- Jan Masaryk, in memoriam, klasse I
- Jan Palach, in memoriam, klasse I
- Ján Papánek, klasse I
- Jan Patočka, in memoriam, klasse I
- Ferdinand Peroutka, in memoriam, klasse I
- Daniel Rapant, in memoriam, klasse I
- Fedor Ruppeldt, in memoriam, klasse I
- Jaroslav Seifert, in memoriam, klasse I
- Rostislav Sochorec, in memoriam, klasse I
- Milan Šimečka, in memoriam, klasse I
- Svätopluk Štúr, in memoriam, klasse I
- Dominik Tatarka, in memoriam, klasse I
- František Tomášek, klasse I
- Jan Zajíc, in memoriam, klasse I
- Prokop Drtina, in memoriam, klasse II
- Rudolf Fraštacký, in memoriam, klasse II
- Pavol Peter Gojdič, in memoriam, klasse II
- Josef Grňa, in memoriam, klasse II
- Egon Hostovský, in memoriam, klasse II
- Roman Jakobson, in memoriam, klasse II
- Jiří Kolář, klasse II
- Jindřich Kolovrat, klasse II
- Martin Kvetko, klasse II
- Jan Lang, klasse II
- Jozef Lettrich, in memoriam, klasse II
- Bohuslav Martinů, in memoriam, klasse II
- Anastáz Opasek, klasse II
- Hubert Ripka, in memoriam, klasse II
- František Schwarzenberg, klasse II
- Koloman Sokol, klasse II
- Jaroslav Stránský, in memoriam, klasse II
- Jan Šrámek, in memoriam, klasse II
- Vavro Šrobár, in memoriam, klasse II
- Jan Zahradníček, in memoriam, klasse II
- Petr Zenkl, in memoriam, klasse II
- Josef Zvěřina, in memoriam, klasse II
- Samuel Belluš, klasse III
- Johann Wolfgang Brügel, in memoriam, klasse III
- Jan Čep, in memoriam, klasse III
- Ivo Ducháček, in memoriam, klasse III
- Karel Engliš, in memoriam, klasse III
- Jozef Felix, in memoriam, klasse III
- Viktor Fischl (Avigdor Dagan), klasse III
- Bedřich Fučík, in memoriam, klasse III
- Alexandr Heidler, in memoriam, klasse III
- Václav Hlavatý, in memoriam, klasse III
- Vincent Hložník, klasse III
- Fedor Hodža, in memoriam, klasse III
- Vladimír Holan, in memoriam, klasse III
- Josef Hora, in memoriam, klasse III
- Ota Hora, klasse III
- Jindřich Chalupecký, in memoriam, klasse III
- Ján Jamnický, in memoriam, klasse III
- Štefan Janšák, in memoriam, klasse III
- Zdeněk Kalista, in memoriam, klasse III
- Imrich Karvaš, in memoriam, klasse III
- Božena Komárková, klasse III
- Ivan Krasko, in memoriam, klasse III
- Leopold Lahola, in memoriam, klasse III
- František Lederer, in memoriam, klasse III
- Cyprián Majerník, in memoriam, klasse III
- Ivan Medek, klasse III
- Václav Neumann, klasse III
- Jaroslav Pecháček, klasse III
- Přemysl Pitter, in memoriam, klasse III
- Karel Plicka, in memoriam, klasse III
- Alfréd Radok, in memoriam, klasse III
- Milan Rúfus, klasse III
- Josef Šafařík, klasse III
- František Švantner, in memoriam, klasse III
- Eduard Táborský, klasse III
- Zdeněk Urbánek, klasse III
- Jan Vladislav, klasse III
- Jiří Weil, in memoriam, klasse III
- Otto Wichterle, klasse III
- Rudolf Briška, in memoriam, klasse IV

Oskár Ferianc, in memoriam, klasse IV
- Ctibor Filčík, in memoriam, klasse IV
- Alexander Hirner, in memoriam, klasse IV
- Anna Kvapilová, klasse IV
- Michal Lukniš, in memoriam, klasse IV
- Ján Mikleš, klasse IV
- Jarmila Novotná, klasse IV
- Gustáv Papp, klasse IV
- Bernadeta Pánčiová, klasse IV
- Bohumil Sekla, in memoriam, klasse IV
- Ester Šimerová, klasse IV
- Jan Šimsa, klasse IV
- Jaroslav Werstadt, in memoriam, klasse IV
- Peter Zaťko, in memoriam, klasse IV

#### 1992
- Ivan Dérer, in memoriam, klasse I
- Alfred Fuchs, in memoriam, klasse I
- Jozef Gregor-Tajovský, in memoriam, klasse I
- Kamil Krofta, in memoriam, klasse I
- Ivan Markovič, in memoriam, klasse I
- Štefan Osuský, in memoriam, klasse I
- Lev Sychrava, in memoriam, klasse I
- Přemysl Šámal, in memoriam, klasse I
- Jaroslav Šimsa, in memoriam, klasse I
- Josef Štemberka, in memoriam, klasse I
- Vladislav Vančura, in memoriam, klasse I
- Vladimír Pavol Čobrda, in memoriam, klasse II
- Vojta Beneš, in memoriam, klasse II
- Zdeněk Bořek-Dohalský, in memoriam, klasse II
- Fedor Houdek, in memoriam, klasse II
- Václav Majer, in memoriam, klasse II
- Jozef Országh, in memoriam, klasse II
- Samuel Štefan Osuský, in memoriam, klasse II
- Antonín Pešl, in memoriam, klasse II
- Albert Pražák, in memoriam, klasse II
- Vojtěch Preissig, in memoriam, klasse II
- Emanuel Rádl, in memoriam, klasse II
- raj Slávik, in memoriam, klasse II
- Anton Štefánek, in memoriam, klasse II
- Jan Uher, in memoriam, klasse II
- Ján Ursíny, in memoriam, klasse II
- Růžena Vacková, in memoriam, klasse II
- Ján Bečko, in memoriam, klasse III
- Ján Bulík, in memoriam, klasse III
- František Dvorník, in memoriam, klasse III
- lius Firt, in memoriam, klasse III
- Vladimír Grégr, in memoriam, klasse III
- Vlasta Kálalová, in memoriam, klasse III
- František Kovárna, in memoriam, klasse III
- František Kriegl, in memoriam, klasse III
- Božena Kuklová-Štúrová, in memoriam, klasse III
- Ján Lichner, in memoriam, klasse III
- Antonín Mandl, in memoriam, klasse III
- František Němec, in memoriam, klasse III
- Josef Palivec, in memoriam, klasse III
- Josef Patejdl, in memoriam, klasse III
- Františka Plamínková, in memoriam, klasse III
- Marie Provazníková, in memoriam, klasse III
- Václav Talich, in memoriam, klasse III
- Štěpán Trochta, in memoriam, klasse III
- Květoslava Viestová, in memoriam, klasse III
- Františka Zemínová, in memoriam, klasse III
- Stanislav Broj, in memoriam, klasse IV
- Ludwig Czech, in memoriam, klasse IV
- Josef Ludvík Fischer, in memoriam, klasse IV
- Želmíra Gašparíková, in memoriam, klasse IV
- Anna Gašparíková-Horáková, in memoriam, klasse IV
- Helena Koželuhová, in memoriam, klasse IV
- Karel Kučera, in memoriam, klasse IV
- Zdeněk Němeček, in memoriam, klasse IV
- Václav Paleček, in memoriam, klasse IV
- Bohumil Přikryl, in memoriam, klasse IV
- Ladislav Radimský, in memoriam, klasse IV
- Bohuslav Reynek, in memoriam, klasse IV
- Josef Rotnágl, in memoriam, klasse IV
- Evald Schorm, in memoriam, klasse IV
- Jan Slavík, in memoriam, klasse IV
- Karel Steinbach, in memoriam, klasse IV
- Grigorij Žatkovič, in memoriam, klasse IV

### Tsjechië

#### 1995
- Karel Čapek, in memoriam, klasse I
- Ladislav Feierabend, in memoriam, klasse I
- Karel Otčenášek, klasse I
- Ladislav Rašín, in memoriam, klasse I
- Pavel Tigrid, klasse I
- Charles Vanik, klasse I
- René Wellek, klasse I
- Bernard Braine, klasse II
- Karel Hrubý, klasse II
- František Langer, in memoriam, klasse II
- Karel Poláček, in memoriam, klasse II
- Mojmír Povolný, klasse II
- Wolfgang Scheur, klasse II
- Antonín A. Weber, in memoriam, klasse II
- Vilém Brzorád, in memoriam, klasse III
- Josef Fischer, in memoriam, klasse III
- Ladislav Hejdánek, klasse III
- Zdeněk Rotrekl, klasse III

#### 1996
- Jan Opletal, in memoriam, klasse I
- Rudolf Kirchschläger, klasse I
- scelino Kubitschek de Oliveira, in memoriam, klasse I
- Blahoslav Hrubý, in memoriam, klasse II
- Antonín Hřebík, in memoriam, klasse II
- Milena Jesenská, in memoriam, klasse II
- Dominik Pecka, in memoriam, klasse II
- Max van der Stoel, klasse II
- Jakub Čermín, klasse III
- Eugéne V. Faucher, klasse III
- Viktor Fischl, klasse III
- Slavomír Klaban, klasse III
- Radomír Luža, klasse III
- Anton Otte, klasse III
- ThBohumil Vít Tajovský, klasse III
- Ludvík Vaculík, klasse III
- Jiří G. Corn, in memoriam, klasse IV
- Antonín Remeš, in memoriam, klasse IV

#### 1997
- Gorazd, Orthodox bisschop van Bohemen en Moravië-Silezië, in memoriam, klasse I
- Olga Havlová, in memoriam, klasse I
- František Halas, in memoriam, klasse II
- Rudolf Battěk, klasse III
- Otta Bednářová, klasse III
- Jaroslav Drábek, in memoriam, klasse III
- Josef Fišera, klasse III
- Richard Glazar, klasse III
- Oto Mádr, klasse III
- Radim Palouš, klasse III
- Karel Pecka, in memoriam, klasse III
- Luboš Hruška (kolonel), klasse V
- Dagmar Skálová, klasse V

#### 1998
- Zbigniew Brzezinski, klasse I
- Jeane Kirkpatrick, klasse I
- Henry A. Kissinger, klasse I
- Jaroslav Kvapil, in memoriam, klasse II
- Mikuláš Lobkowicz, klasse II
- Václav Renč, in memoriam, klasse II
- Richard Belcredi, klasse III
- Stanislav Drobný, klasse III
- Viktor M. Fic, klasse III
- Emil Filla, in memoriam, klasse III
- Antonín Huvar, klasse III
- Václav Hyvnar, klasse III
- Vlasta Chramostová, klasse III
- Rudolf Karel, in memoriam, klasse III
- Jaroslav Kašpar-Pátý, in memoriam, klasse III
- Jiří Kovtun, klasse III
- Jan Milíč Lochman, klasse III
- Václav Malý, Auxiliary bisschop van Praag, klasse III
- Jaroslav Opat, klasse III
- Vilém Prečan, klasse III
- Vladimír Sís, in memoriam, klasse III
- Jakub S. Trojan, klasse III
- Emanuel Viktor Voska, in memoriam, klasse III
- Marie Dubinová, klasse IV
- Zdena Mašínová, in memoriam, klasse IV
- Jaroslav Mezník Csc., klasse IV
- Jaromír Šavrda, in memoriam, klasse IV
- Tomáš Špidlík, klasse IV
- Bedřich Utitz, klasse IV
- Nicholas Winton, klasse IV

#### 1999
- Josef Karel Matocha, in memoriam, klasse I
- Oldřich Černý, klasse III
- Přemysl Janýr, in memoriam, klasse III

#### 2000
- Rudolf Jílovský, in memoriam, klasse II
- Josef Lux, in memoriam, klasse II
- Jiří Horák, klasse III
- Milan Machovec, klasse III
- Jaroslav Musial, klasse IV
- Michael Novak, klasse III
- Miloš Tomčík, klasse IV
- Hans Dieter Zimmermann, klasse IV

#### 2001
- Robert Badinter, klasse I
- Ryszard Siwiec, in memoriam, klasse I
- Vojtěch Dundr, in memoriam, klasse II
- Václav Chytil, in memoriam, klasse III
- Jindřich Vaško, in memoriam, klasse III
- Barbara Coudenhove-Kalergi, klasse IV
- Petr Adamus, klasse IV
- Karel Vrána, klasse IV
- František Lízna, SJ., klasse V

#### 2002
- Miloslav Vlk, klasse II
- Luboš Dobrovský, klasse III
- Richard Feder, in memoriam, klasse III
- Zdeněk Kessler, klasse III
- Jacques Rupnik, klasse III
- Karel Schwarzenberg, klasse III
- Karol Sidon, klasse III
- Pavel Smetana, klasse III
- Dagmar Burešová, klasse IV
- Ladislav Lis, in memoriam, klasse IV

#### 2003
- Václav Havel, klasse I
- Mary Robinson, klasse I
- Willy Spühler, in memoriam, klasse I
- Elena Bonner, klasse II
- Sergei Kovalev, klasse II
- Luisa Abrahams, klasse III
- Miroslav Kusý, klasse III
- Emil Ludvík, klasse III
- Lubomír Voleník, in memoriam, klasse III
- Adam Michnik, klasse III
- Antonín Sum, klasse III
- Jaroslav Škarvada, klasse III
- Antje Vollmer, klasse III

#### 2004
- Arnošt Kubík, klasse III
- Tomáš Sedláček (generaal), klasse III
- Otokar Vinklář, klasse III
- Josef Zlámal, O. Melit. Prior, klasse III

#### 2005
- Josef Hercz, klasse I
- Stanislav Hlučka, klasse I
- Martin František Vích, klasse III

#### 2006
- Naděžda Kavalírová, klasse I
- Miroslav Štandera, klasse I
- Matylda Čiháková, klasse II
- Václav Kojzar, in memoriam, klasse II
- Michael Josef Pojezdný, klasse II
- Karel Skalický, klasse IV

#### 2007
- Vladimír Bystrov, klasse II
- Jiří Formánek, klasse II
- František Zahrádka, klasse III

#### 2008
- Jakub Blacký, klasse II
- Bohuslav Bubník, klasse II
- Jan Graubner, klasse II
- Josef Lesák, klasse II
- Jaroslav Grosman, klasse III
- František Wiendl, klasse III

#### 2009
- Anděla Dvořáková, klasse
- Josefina Napravilová, klasse III
- František Šedivý, klasse II
- Josef Veselý, klasse III
- Pavel Žák, klasse IV

#### 2014
- Hana Hegerová, klasse I
- Miroslav Zikmund, klasse I

#### 2024
- Bill Clinton, klasse I